# Autovía del V Centenario

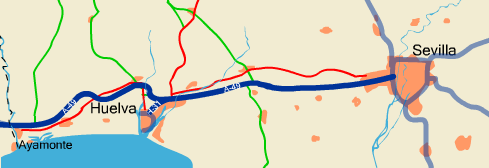
Itinerario de la autovía A-49

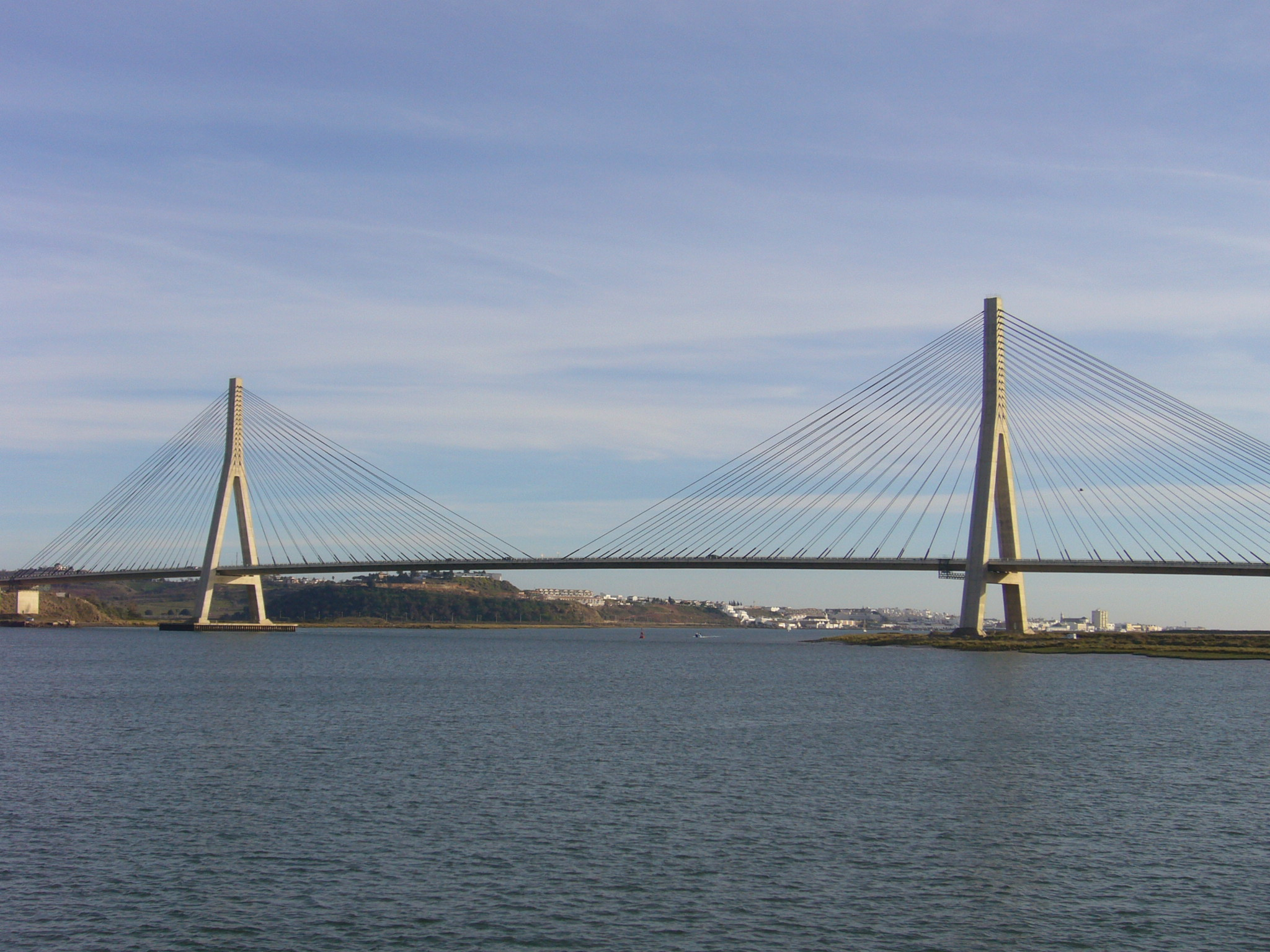
Puente internacional sobre el Guadiana, final de la autopista.

La autovía del V Centenario o A-49 es una autovía que sirve de conexión entre Sevilla, Huelva y el sur de Portugal. Forma parte del itinerario europeo E-1.

## Historia
Los inicios se remontan a la década de los sesenta (concentramente en abril de 1967), con la inauguración del primer tramo entre Sevilla y Castilleja de la Cuesta en 1969, evitando la Cuesta del Caracol y las travesías de los pueblos del Aljarafe. Desde Sanlúcar la Mayor hasta Huelva se puso en funcionamiento una de las dos calzadas de la actual autovía, aunque los enlaces y puentes estaban preparados para acoger la otra calzada. En 1990, con motivo de la conmemoración al año siguiente del V Centenario del Descubrimiento de América se concluyó la autovía entre Sevilla y Huelva. La prolongación hasta Ayamonte y el Puente Internacional del Guadiana (el puente inaugurado en el año 1991) se abrió al tráfico a finales de 2001.

## Recorrido
La autovía del V Centenario, A-49, se inicia en Sevilla y finaliza en la frontera con Portugal. Esta autovía se hizo en dos fases, Sevilla-Huelva y Huelva-Portugal. La primera fase, desde el kilómetro 0 hasta el km 85, en la entrada de Huelva, fue finalizada en 1990 con motivo de la celebración de la Exposición Universal de 1992, de ahí el nombre de la autovía. A finales de 2001 se inaugura la prolongación hasta la frontera con Portugal en Ayamonte. Supone una alternativa a la antigua N-431, hoy transferida a la Junta de Andalucía, actuales A-472, A-8076 en el área metropolitana de Sevilla y A-5000 en el área metropolitana de Huelva, en el tramo Sevilla-Huelva de esta antigua nacional, que actualmente continúa existiendo como tal entre Huelva y Ayamonte.

## Tramos
| Denominación | Tramo | Kilómetros               | Año servicio |
| ------------ | --- | ------------------------ | --- |
| E-1 A-49     | Nudo de La Pañoleta (Sevilla Oeste) - Castilleja de la Cuesta Tramo original: Nudo de La Pañoleta (Sevilla Oeste) SE-30 - Castilleja de la Cuesta Tramo original: Nudo de La Pañoleta Tramo ampliado: Nudo de La Pañoleta (Sevilla Oeste) SE-30 - Castilleja de la Cuesta (sentido Oeste) Tramo ampliado: Nudo de La Pañoleta (Sevilla Oeste) SE-30 - Castilleja de la Cuesta (sentido Este) Primera remodelación Nudo de La Pañoleta y ampliación (sentido Este) Segunda remodelación Nudo de La Pañoleta | 3,6 - 2,8 2,3 1,5 -      | 2 carriles por sentido: 1969 1992 3 carriles por sentido: 1994 3 carriles por sentido: 1995 3 carriles por sentido: 2004 2022                                                 |
| E-1 A-49     | Castilleja de la Cuesta - Benacazón Tramo original: Castilleja de la Cuesta - Benacazón Tramo ampliado: Castilleja de la Cuesta - Bormujos (sentido Oeste) Tramo ampliado: Castilleja de la Cuesta - Bormujos (sentido Este) Tramo ampliado: Bormujos - Enlace SE-40 (sentido Oeste) Tramo ampliado: Bormujos - Enlace SE-40 (sentido Este) Tramo ampliado: Enlace SE-40 - Bollullos de la Mitación (sentido Oeste) Tramo ampliado: Enlace SE-40 - Bollullos de la Mitación (sentido Este) Tramo ampliado: Bollullos de la Mitación - Umbrete Tramo ampliado: Umbrete - Benacazón (sentido Oeste) Tramo ampliado: Umbrete - Benacazón (sentido Este) | 13 1,8 2,2 2 2,5 4,4 4,4 | 2 carriles por sentido: 1977 3 carriles por sentido: 2007 3 carriles por sentido: 2008 3 carriles por sentido: 2011 3 carriles por sentido: 2012 3 carriles por sentido: 2013 |
| E-1 A-49     | Benacazón - Chucena Tramo original: Benacazón - Río Guadiamar Tramo original: Río Guadiamar - Chucena Tramo ampliado: Río Guadiamar - Chucena Tramo ampliado: Benacazón - Río Guadiamar (sentido Este) | 2,7 15 2,7               | 2 carriles por sentido: 1980 1 carril por sentido: 1980 2 carriles por sentido: 1990 3 carriles por sentido: 2010                                                             |
| E-1 A-49     | Chucena - Bollullos Par del Condado Tramo original Tramo ampliado | 13,7 13,7                | 1 carril por sentido: 1980 2 carriles por sentido: 1990 |
| E-1 A-49     | Bollullos Par del Condado - Niebla Tramo original Tramo ampliado | 12 12                    | 1 carril por sentido: 1980 2 carriles por sentido: 1989 |
| E-1 A-49     | Niebla - San Juan del Puerto Tramo original Tramo ampliado | 15 15                    | 1 carril por sentido: 1980 2 carriles por sentido: 1989 |
| E-1 A-49     | San Juan del Puerto - Enlace H-31 Tramo original Tramo ampliado Tramo ampliado | 2,8 3,4                  | 1 carril por sentido: 1981 2 carriles por sentido: 1987 3 carriles por sentido: Proyecto licitado                                                                             |
| E-1 A-49     | Enlace H-31 - Ayamonte (Enlace N-431 ) | 51,7                     | 2001 |
| E-1 A-49     | Ayamonte (Enlace N-431 ) - Puente Internacional del Guadiana Tramo original: Ayamonte (Enlace N-431 ) - Ayamonte Norte Tramo original: Puente Internacional del Guadiana Tramo ampliado: Ayamonte (Enlace N-431 ) - Puente Internacional del Guadiana | 3,1 0,7 3,7              | 1 carril por sentido: 1991 2 carriles por sentido: 1991 2 carriles por sentido: 2001                                                                                          |

## Salidas
| Velocidad | Carriles | Salida | Sentido Portugal                                                           | Notas | Carriles | Salida | Sentido Sevilla                                                                 | Carretera     | Anotaciones |
| --------- | -------- | ------ | -------------------------------------------------------------------------- | ----- | -------- | ------ | ------------------------------------------------------------------------------- | ------------- | ----------- |
|           |          |        | Comienzo de la Autovía del V Centenario                                    |       |          |        | Continua por la Avda. Cristo de la Expiración Triana Estación de Plaza de Armas |               |             |
|           |          |        | Río Guadalquivir                                                           |       |          |        | Río Guadalquivir                                                                |               |             |
|           |          | 0A     | E-803 SE-30 A-66 Mérida E-5 A-4 Córdoba                                    |       |          | 0A     | E-803 SE-30 A-66 Mérida E-5 A-4 Córdoba                                         | E-803 SE-30   |             |
|           |          | 0B     | E-803 SE-30 A-8058 Coria del Río E-5 A-4 Cádiz A-92 Granada                |       |          | 0B     | E-803 SE-30 Coria del Río E-5 A-4 Cádiz A-92 Granada                            |               |             |
|           |          | 1      | Camas Olivares                                                             |       |          | 1      | Camas Olivares                                                                  | N-630 A-8077  |             |
|           |          | 1B     | Coca de la Piñera Tomares                                                  |       |          | 1B     | Coca de la Piñera Tomares                                                       |               |             |
|           |          | 2      | Castilleja de la Cuesta Tomares - centros comerciales                      |       |          | 2      | Castilleja de la Cuesta Tomares - centros comerciales                           | SE-3403       |             |
|           |          | 3      | Castilleja de la Cuesta Gines Bormujos                                     |       |          | 3      | Castilleja de la Cuesta Gines Bormujos                                          | A-474         |             |
|           |          | 5      | Gines Bormujos - Universidad C.E.U Hospital San Juan de Dios               |       |          | 5      | Gines Bormujos - Universidad-C.E.U. Hospital San Juan de Dios                   | A-8062        |             |
|           |          |        | Arroyo de Riopudio                                                         |       |          |        | Arroyo de Riopudio                                                              |               |             |
|           |          | 6      | SE-40 Almensilla Palomares del Río Espartinas                              |       |          | 9      | SE-40 Almensilla Palomares del Río Espartinas                                   | SE-40         |             |
|           |          | 11     | Umbrete Bollullos de la Mitación Pol. Ind. PIBO                            |       |          | 11     | Umbrete Bollullos de la Mitación Pol. Ind. PIBO                                 | A-8059        |             |
|           |          | 14     | Umbrete Benacazón                                                          |       |          | 14     | Umbrete Benacazón                                                               | SE-3308       |             |
|           |          | 16     | Sanlúcar la Mayor Estación de Sanlúcar Benacazón Estación de Benacazón     |       |          | 16     | Sanlúcar la Mayor Estación de Sanlúcar Benacazón Estación de Benacazón          | A-473         |             |
|           |          |        | Ferrocarril Sevilla-Huelva                                                 |       |          |        | Ferrocarril Sevilla-Huelva                                                      |               |             |
|           |          |        | Río Guadiamar                                                              |       |          |        | Río Guadiamar                                                                   |               |             |
|           |          | 23     | Huévar                                                                     |       |          | 23     | Huévar                                                                          | A-8064        |             |
|           |          |        | Ferrocarril Sevilla-Huelva                                                 |       |          |        | Ferrocarril Sevilla-Huelva                                                      |               |             |
|           |          | 28     | Carrión de los Céspedes Pilas                                              |       |          | 28     | Carrión de los Céspedes Pilas                                                   | A-8153 A-8061 |             |
|           |          |        | Provincia de Huelva                                                        |       |          |        | Provincia de Sevilla                                                            |               |             |
|           |          | 34     | Chucena Hinojos                                                            |       |          | 34     | Chucena Hinojos                                                                 | A-481         |             |
|           |          |        | Área de Servicio de Chucena                                                |       |          |        | Área de Servicio de Chucena                                                     |               |             |
|           |          | 48     | La Palma del Condado Bollullos Par del Condado Almonte - P.N. Doñana       |       |          |        |                                                                                 | A-493 A-483   |             |
|           |          |        |                                                                            |       |          | 50     | La Palma del Condado Bollullos Par del Condado Almonte - P.N. Doñana            | A-493 A-483   |             |
|           |          | 53     | Rociana del Condado Villarrasa                                             |       |          | 53     | Rociana del Condado Villarrasa                                                  | HU-4102       |             |
|           |          | 60     | Niebla Bonares                                                             |       |          | 60     | Niebla Bonares                                                                  | A-484 A-5001  |             |
|           |          |        | Río Tinto                                                                  |       |          |        | Río Tinto                                                                       |               |             |
|           |          |        | Ferrocarril Sevilla-Huelva                                                 |       |          |        | Ferrocarril Sevilla-Huelva                                                      |               |             |
|           |          | 75     | Trigueros San Juan del Puerto Mazagón Playas                               |       |          | 75     | Trigueros San Juan del Puerto Mazagón Playas                                    | N-435 A-494   |             |
|           |          |        | Área de Servicio de Trigueros                                              |       |          |        | Área de Servicio de Trigueros                                                   |               |             |
|           |          | 77     | Huelva Universidad de Huelva Hospitales Infanta Elena y Juan Ramón Jiménez |       |          | 77     | Huelva Universidad de Huelva Hospitales Infanta Elena y Juan Ramón Jiménez      | H-31          |             |
|           |          | 81     | La Alquería La Ribera Centro Penitenciario                                 |       |          | 81     | La Alquería La Ribera Centro Penitenciario                                      | HU-1417       |             |
|           |          |        | Rivera de la Nicoba                                                        |       |          |        | Rivera de la Nicoba                                                             |               |             |
|           |          | 91     | Gibraleón Huelva Norte                                                     |       |          | 91     | Gibraleón Huelva Norte                                                          | H-30 N-431    |             |
|           |          |        | Río Odiel                                                                  |       |          |        | Río Odiel                                                                       |               |             |
|           |          | 94     | Gibraleón                                                                  |       |          | 94     | Gibraleón                                                                       | N-431         |             |
|           |          | 99     | Aljaraque Cartaya Playas                                                   |       |          | 99     | Aljaraque Cartaya Playas                                                        | A-492 N-431   |             |
|           |          |        | Área de Servicio Pinares de Cartaya                                        |       |          |        | Área de Servicio Pinares de Cartaya                                             |               |             |
|           |          | 105    | Tariquejo Cartaya                                                          |       |          | 105    | Tariquejo Cartaya                                                               | HU-3402       |             |
|           |          |        | Río Piedras                                                                |       |          |        | Río Piedras                                                                     |               |             |
|           |          | 113    | Lepe Este                                                                  |       |          | 113    | Lepe Este                                                                       | N-444         |             |
|           |          | 117    | Lepe Oeste Villablanca- Playas                                             |       |          | 117    | Lepe Oeste Villablanca- Playas                                                  | N-445 HU-4400 |             |
|           |          | 122    | Isla Cristina                                                              |       |          | 122    | Isla Cristina                                                                   | N-446         |             |
|           |          | 125    | Villablanca                                                                |       |          | 125    | Villablanca                                                                     | A-499         |             |
|           |          | 129    | Ayamonte Este                                                              |       |          | 129    | Ayamonte Este                                                                   | N-431         |             |
|           |          | 131    | Ayamonte Norte Playas - Parador                                            |       |          | 131    | Ayamonte Norte Playas - Parador                                                 | N-447         |             |
|           |          |        | ALGARVE Vila Real de Santo Antonio                                         |       |          |        | ANDALUCÍA Provincia de Huelva                                                   |               | A 22 E-1    |
|           |          |        | Fin de la Autovía del V Centenario                                         |       |          |        | Comienzo de la Autovía del V Centenario                                         |               |             |
|           |          |        | Río Guadiana                                                               |       |          |        | Río Guadiana                                                                    |               |             |
|           |          |        | Comienzo de la Via Infante de Sagres                                       |       |          |        | Fin de la Vía Infante de Sagres                                                 | A-49 A 22 E-1 |             |

## Proyectos relacionados con la A-49
Acceso a La Antilla, en la salida de la N-445 Lepe Oeste, junto a la rotonda conocida como Cash Lepe de intersección con la N-431. Estas obras se abrieron al público el 31 de julio de 2009, tratando de evitar el colapso del tráfico en los accesos de La Antilla e Islantilla en fechas puntuales, si bien el cuello de botella se ha trasladado a la rotonda de acceso a La Antilla. E
Nuevo acceso a Isla Cristina desde la salida 122 por la N-446, ampliando el tramo de dicha carretera, construido inicialmente hasta la N-431, hacia Isla Cristina a través de la variante de Pozo del Camino. Aún no hay fecha para la conclusión de esta carretera.